# Feuchtwiese beim Schafstaller Hof
Koordinaten: 50° 9′ 9″ N, 7° 12′ 9″ O
Die Feuchtwiese beim Schafstaller Hof ist ein Naturschutzgebiet im Landkreis Cochem-Zell in Rheinland-Pfalz. Das etwa 3,7 ha große Gebiet liegt südlich von Klotten zwischen der nördlich und südlich fließenden Mosel.
Schutzzweck ist die Erhaltung des Feuchtgebietes als Lebensraum seltener und in ihrem Bestand bedrohter wildwachsender Pflanzen und Pflanzengesellschaften.